# Parc d'État de Table Rock
Le parc d'État de Table Rock est un parc national de 12,48 km2 situé au Nord du comté de Pickens en Caroline du Sud.
Le Table Rock State Park Historic District a été créé dans les années 1930 par le Civilian Conservation Corps.
On y trouve le mont Pinnacle (en) (altitude 215 m), où des pétroglyphes ont été découverts à la fin des années 1990.
Il a été inscrit sur la liste des parcs historiques en 1989.